# Héctor Ferrer Santiago
Héctor Enrique Ferrer Santiago (San Juan, 23 de septiembre de 1994) es un político puertorriqueño del Partido Popular Democrático. Desde 2021 sirve como representante por acumulación. Es hijo del expresidente del Partido Popular y exrepresentante Héctor Ferrer Ríos.

## Primeros años y educación
Héctor Enrique Ferrer Santiago nació en San Juan el 23 de septiembre de 1994, hijo del abogado Héctor José Ferrer Ríos y la maestra Sonia Marie Santiago González. Tiene una hermana de parte de padre y madre, Marielisa Ferrer Santiago, y un medio hermano menor por parte de su padre, Eduardo José Ferrer Hernández.
Completó la escuela elemental en el Colegio Marista de Manatí y escuela superior en Cupeyville School en Cupey y en Boulder Creek High School en New River, Arizona. Posteriormente completó un bachillerato en ciencias políticas y un juris doctor en la Universidad Interamericana de Puerto Rico en 2018. Al graduarse, Ferrer comenzó a trabajar en la práctica privada.

## Carrera política
A los 25 años, Ferrer anunció su intención de ser candidato a la Cámara de Representantes por acumulación. Logró convertirse en candidato tras las primarias de 2020 y fue electo para el cargo en las elecciones de 2020, siendo el candidato más votado.
Durante la XIX Asamblea Legislativa, presidió las comisiones de Anticorrupción e Integridad Pública y la de Asuntos de la Juventud. Ferrer anunció aumentar el salario mínimo y la lucha en contra de la corrupción como sus prioridades para esta legislatura. Para este fin, presentó una medida donde propuso la creación de una comisión para analizar aumento del salario mínimo junto con otros compañeros del Partido Popular.
En las elecciones de 2024 fue reelecto y escogido por los miembros de su partido como portavoz de la delegación popular.

## Historial electoral
| Año  | Cargo                         | Tipo      | Partido | Partido | Votos   | %     | Posición | Resultado |
| ---- | ----------------------------- | --------- | ------- | ------- | ------- | ----- | -------- | --------- |
| 2020 | Representante por acumulación | Generales |         | PPD     | 141,850 | 11.74 | 1.º      | Electo    |
| 2024 | Representante por acumulación | Generales |         | PPD     | 169,060 | 14.80 | 2.º      | Reelecto  |